# Jochen Heckmann

Porträt 2023 by Jacqueline Beck

Jochen Heckmann (* 1968 in Villingen oder Schwenningen) ist ein deutscher Choreograf, Tänzer, Tanzpädagoge und Schriftsteller.

## Leben
Aufgewachsen in Bad Dürrheim begann er nach dem Abitur eine professionelle Tanz- und Pädagogikausbildung in Deutschland an der privaten Fachakademie Weber/Gleaton in Erlangen. Nach 3 Semestern wechselte er für zwei weitere Jahre mit Stipendium nach Paris an die Académie de danse classique (Solange Golovine) und an die zeitgenössischen Tanzschulen Théâtre de la danse (Martine Harme) und Studios Peter Goss, um dort mit einem Bühnentänzerdiplom seine Ausbildung abzuschließen.
Anschließend tanzte er u. a. in der Schweiz und Deutschland in den Ensembles Contemporary Dance Zurich, Ballett-Theater Hagen, Movers als Solist und arbeitete mit verschiedenen Choreografen wie Paula Lansley, Richard Wherlock, Ed Wubbe, Itzik Galili, Jonathan Lunn, Myriam Naisy, Jacqueline Beck, Nils Christ, Jürg Burth zusammen.
1995 gründete er in Zürich sein eigenes Ensemble LOOPING contemporary dance company und erhielt die Jahressubventionen der Stadt Zürich, Unterstützung durch die Pierino-Ambrosoli-Stiftung, dem Migros-Kulturprozent und der PRO HELVETIA. Bis 1999 absolvierte er zahlreiche In- und Auslandstourneen in Europa.

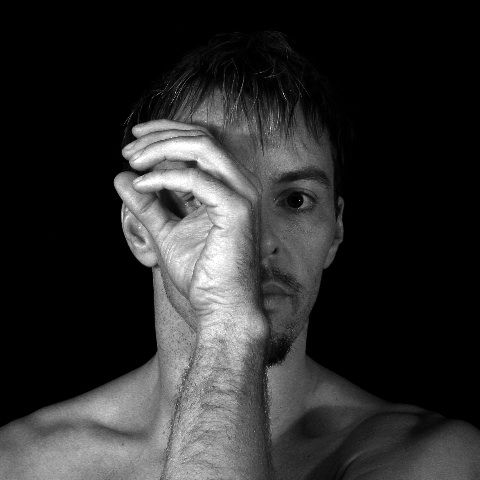
Jochen Heckmann 2005 in Endloses Fischen, Ballett-Theater Augsburg

Von 1999 bis 2007 war Jochen Heckmann Ballettdirektor und Chefchoreograf des Ballett-Theaters Augsburg.
Seit 2007 ist er freischaffender Künstler. Er war von 2007 bis 2011 und 2015 am Stadttheater Kempten „artist in residence“.
Gastchoreografien führten ihn u. a. nach Portugal, England, Dänemark, Tschechien, Polen, Schweiz, Österreich und an verschiedene Theater in Deutschland. Er arbeitete gemeinsam mit dem Regisseur Christof Loy am Glyndebourne Opern Festival in Großbritannien und an den Salzburger Festspielen. Für sein tänzerisches und choreografisches Können wurde er in Deutschland, Japan, Dänemark und in der Schweiz mehrfach ausgezeichnet.
Als Pädagoge unterrichtet er seit 1991 Zeitgenössischen Tanz und Choreografie an der ARENA225 (Zürich), der Schweizerischen Ballettberufsschule (SBBS/Zürich), der Tanzakademie der Zürcher Hochschule der Künste (ZHdK), der Iwanson-Schule München, der Hochschule für Musik und Tanz Köln, u. a. m. Er gibt Trainings- und Coachinglektionen für freischaffende und feste Tanzensembles und Meisterklassen in ganz Europa. Seit 2003 leitet er die Meisterklasse Zeitgenössischer Tanz während des Kunstsommers Irsee. Im Jahr 2008 übernahm er die künstlerische Leitung des renommierten 12. Schweizerischen internationalen Weiterbildungskurs in Choreografie (SiWiC) in Zürich.
Ab dem Sommer 2013 hatte er bis März 2024 die Position des Künstlerischen Leiters inne und war federführend und maßgeblich bei der Erstellung sowie Durchführung des Rahmen- und Schullehrplans sowie der pädagogischen und künstlerischen Ausrichtung der neugebildeten Höheren Fachschule für Zeitgenössischen und Urbanen Bühnentanz in Zürich zuständig. Die Ausbildungsstätte ist im neuen Tanz-Kompetenzcenter Herdern „Tanzwerk101“ im Zürcher Westend integriert und bietet ein Tanzstudium mit einem staatlich anerkannten Diplomabschluss zum Bühnentänzer, sowie seit 2020 in Zusammenarbeit mit der University of Westlondon (GB) einen Bachelor (hons.) an.
Seit 2005 setzt sich Heckmann auch mit dem literarischen Schreiben auseinander und hat ein Fernstudium in Belletristik abgeschlossen. Für 3 Semester war er als Gasthörer an der Uni Tübingen im Studio für Literatur und Bühne bei Dagmar Leupold eingeschrieben. Für seine Kurzprosa Grüne Füße erhielt er 2008 den Mannheimer Heinrich-Vetter-Literaturpreis (inzwischen umbenannt in Mannheimer Literaturpreis).
Im August 2022 gewann er mit seiner Kurzgeschichte Blacky, geschrieben in Leichter Sprache, beim Literaturwettbewerb der Berliner Lebenshilfe den Publikumspreis.
Heckmanns Debütroman „tanzen fallen fliegen“  erscheint im September 2024 beim Berliner Querverlag. In seinem ersten Roman taucht  Heckmann in das Wendejahr 1989 ein, welches für einen jungen Tänzer und dessen Vater die Weichen des Lebens neu stellt. Zwischen Paris und Berlin wird der Blick in die Zukunft auch zu einer Reise in die Vergangenheit.
Jochen Heckmann lebt und arbeitet bei Augsburg und in Zürich.

## Auszeichnungen
- 1992 6. Int. Choreografenwettbewerb Hannover (D) – 1. Preis (CHOREO) Zwischen den Zeiten
- 1996 2. Int. Ballett & Modern Dance Competition / Nagoya (JAP) – Silbermedaille (TANZ) 2. Preis (CHOREO) Little Fields
- 1997 1. Int. Solo-Tanz-Theater-Festival Augsburg (D) 1. Preis (TANZ & CHOREO) Gentlemansong No. 3
- 1997 Teilnahme am 1. Schweizerischen internationalen Weiterbildungskurs in Choreografie (SiWiC), Künstlerhaus Boswil (CH)
- 1998 Int. Choreografenwettbewerb des Königlich Dänischen Balletts (DK-Kopenhagen) – 1. Preis Every Which Way
- 1998 Schweizer Kulturpreis (Tanz) der UBS (CH)
- 1999 3. Int. Ballett & Modern Dance Competition / Nagoya (JAP) – Silbermedaille (TANZ) 1. Preis (CHOREO) Trans-Pass
- 2000 4. Int. Solo-Tanz-Theater-Festival Stuttgart – 1. Preis (CHOREO) & Publikumspreis Unfolding II
- 2007 Augsburger Theaterpreis Beste Produktion / Bester Tänzer Swing Alive / Feuervogel
- 2008 Heinrich-Vetter-Literatur-Preis (Mannheim) Preisträger (Kurzgeschichte / Erzählung) Grüne Füße
- 2008/09 Schwäbischer Literaturpreis (Augsburg) Finalist (Anthologie) Wie Gespenster
- 2020 Tanzpreis der Stadt Zürich für die Pädagogische und vermittelnde Arbeit  (HF ZUB / Höhere Fachschule für Zeitgenössischen und Urbanen Bühnentanz) in Zürich gemeinsam mit Frank Rutishauser (Schulleiter der HF ZUB / Tanzwerk101 (ZH/CH))
- 2022 Publikumspreis „Die Kunst der Einfachheit“ Literaturwettbewerb Lebenshilfe Berlin mit Kurzprosa in Leichter Sprache „Blacky“